# Заочные шахматы
Заочные шахматы — вид шахматных соревнований, в которых участники находятся на удалении друг от друга, а процесс передачи ходов осуществляется путём применения технических средств связи, таких как почта, телеграф, телефон, Интернет и др.

## Отличия от классических шахмат
Сам формат заочных шахмат диктует некоторые резкие отличия от привычных классических шахмат. Время на обдумывание одного хода обычно измеряется днями, при этом участнику разрешается пользоваться шахматной доской для анализа и справочной литературой. Развитие компьютерных шахмат и появление шахматных программ, играющих существенно сильнее человека, привело к тому, что сейчас заочные шахматы могут рассматриваться как продвинутые шахматы с очень большим контролем времени.
Помимо этого, в целях экономии времени, игра может вестись не отдельными ходами, а целыми вариантами. Для этого участник, желающий предложить один или несколько вариантов, уведомляет о своем намерении соперника, перечисляя предложенные варианты. Соперник имеет право принять вариант либо полностью, либо частично, оборвав предложенную цепочку ходов в желаемом месте.

## История

### Игра по переписке
Игра по переписке состоит в том, что игроку соперником отправляется по почте послание с ходом.
Дата первого упоминания об игре по переписке неясна. По неподтвержденным сведениям, имели место партии по переписке между византийским императором Никифором I и арабским халифом Харун ар-Рашидом. Также есть упоминание, относящееся к 1694 году, в книге английского востоковеда Т. Хайда «О восточных развлечениях», рассказывающего об игре по переписке между венецианскими и хорватскими купцами. Обычно игроку давалось три дня на размышление, после чего он обязан был ответить, послав аналогичное письмо со своим ходом противнику. Разумеется, подобные партии длились очень долго, иногда больше года. Порою бывало, что игрок умирал раньше, чем заканчивал партию.
Первые официально подтвержденные партии по переписке были сыграны в 1804 году нидерландским офицером Фридриком фон Мавильоном с одним из своих друзей из Бреды. Имя соперника Мавильона осталось неизвестным.
В XIX веке игру по переписке вели шахматные клубы (например, Лондона и Эдинбурга, 1824—28; Москвы и Петербурга, 1878-79) и индивидуально.
В 1928 году создан Международный союз игры в шахматы по переписке (с 1951 Международная федерация игры в шахматы по переписке, ИКЧФ). Разыгрываются титулы чемпионов мира, проводится командная олимпиада. Все соревнования проводятся раздельно для каждого сектора ИКЧФ (Европа, Латинская Америка, Северная Америка/страны Тихого океана и Африка/Азия). Первый финал чемпионата мира по шахматам по переписке был проведён в 1950 году, в котором победил Сесил Пурди. Вторым чемпионом мира по переписке стал советский гроссмейстер Вячеслав Рагозин.Чемпионаты мира по шахматам по переписке среди женщин проводятся с 1968 года, и на настоящий момент проведено 8 финалов соревнования. Олимпиады по шахматам по переписке проводятся с 1949 года. По настоящий момент проведено 18 олимпиад. В состав команды, представляющей каждую страну, входит 6 досок для мужчин и 4 доски для женщин.

#### Чемпионы мира среди мужчин в игре по переписке
1. Сесил Пурди (1950—53)[6]
2. Вячеслав Рагозин (1956—59)[7]
3. Альберик О’Келли (1959—62)[8]
4. Владимир Загоровский (1962—65)[9]
5. Ханс Берлинер (1965—68)[10]
6. Хорст Риттнер (1968—71)[11]
7. Яков Эстрин (1972—76)[12]
8. Йёрн Слот (1975—80)[13]
9. Тыну Ыйм (1977—83)[14]
10. Виктор Пальчяускас (1978—84)[15]
11. Фридрих Баумбах (1983—89)[16]
12. Григорий Санакоев (1984—91)[17]
13. Михаил Уманский (1989—98)[18]
14. Тыну Ыйм (1994—2000)[19]
15. Герт Тиммерман (1996—2002)[20]
16. Тунч Хамарат (1999—2004)[21]
17. Ивар Берн (2002—07)[22]
18. Йоп ван Остером (2003—05)[23]
19. Кристоф Леотар (2004—07)[24]
20. Пертти Лехикойнен (2004—11)[25]
21. Йоп ван Остером (2005—08)[26]
22. Александр Дронов (2007—10)[27]
23. Ульрих Штефан (2007—10)[28]
24. Марьян Шемрл (2009—11)[29]
25. Фабио Финокьяро (2009—13)[30]
26. Рон Лангевелд (2010—14)[31]
27. Александр Дронов (2011—14)[32]
28. Леонардо Любичич (2013—16)[33]
29. Александр Дронов (2015—18)[34]
30. Андрей Кочемасов (2017-19)[35]
31. Джон Эдвардс (2020-22)[36]

#### Чемпионы мира среди женщин в игре по переписке
1. Ольга Рубцова (1968-72)[37]
2. Лора Яковлева (1972-77)[38]
3. Любовь Кристол (1978-84)[39]
4. Людмила Белавенец (1984-92)[40]
5. Любовь Кристол (1993-98)[41]
6. Алессандра Риглер (2000-05)[42]
7. Ольга Сухарева (2002-06)[43]
8. Ольга Сухарева (2007-10)[44]
9. Ирина Перевёрткина (2011-14)[45]
10. Ирина Перевёрткина (2014-17)[46]
11. Ирина Перевёрткина (2017-20)[47]
12. Ирина Перевёрткина (2020-23)[48]

#### Олимпиады
Мужчины
| N° | Годы      | Золото                | Серебро             | Бронза                |        |
| -- | --------- | --------------------- | ------------------- | --------------------- | ------ |
| 1  | 1949-1952 | Венгрия (25)          | Чехословакия (20)   | Швеция (19,5)         | [ 49 ] |
| 2  | 1952-1955 | Чехословакия (27,5)   | Швеция (27,5)       | Германия (27)         | [ 50 ] |
| 3  | 1958-1961 | СССР (35,5)           | Венгрия (32,5)      | Югославия (32)        | [ 51 ] |
| 4  | 1962-1964 | СССР (36)             | ГДР (28,5)          | Швеция (27,5)         | [ 52 ] |
| 5  | 1965-1968 | Чехословакия (31,5)   | СССР (30)           | ФРГ (29,5)            | [ 53 ] |
| 6  | 1968-1972 | СССР (38)             | Чехословакия (28,5) | ГДР (25,5)            | [ 54 ] |
| 7  | 1972-1976 | СССР (35,5)           | Болгария (30)       | Великобритания (29,5) | [ 55 ] |
| 8  | 1977-1982 | СССР (46,5)           | Венгрия (44)        | Великобритания 41,5)  | [ 56 ] |
| 9  | 1982-1987 | Великобритания (33,5) | ФРГ (30)            | СССР (27)             | [ 57 ] |
| 10 | 1987-1995 | СССР (34)             | Англия (33,5)       | ГДР (33,5)            | [ 58 ] |
| 11 | 1992-1999 | Чехословакия (45,5)   | Германия (45,5)     | Канада (40)           | [ 59 ] |
| 12 | 1998-2004 | Германия (47,5)       | Литва (42,5)        | Латвия (42,5)         | [ 60 ] |
| 13 | 2004-2009 | Германия (38,5)       | Чехия (34,5)        | Польша (32)           | [ 61 ] |
| 14 | 2002-2006 | Германия (45,5)       | Литва (39,5)        | США (36)              | [ 62 ] |
| 15 | 2006-2009 | Норвегия (48)         | Германия (47)       | Нидерланды (46,5)     | [ 63 ] |
| 16 | 2010-2019 | Чехия (33,5)          | Германия (28,5)     | Франция (26,5)        | [ 64 ] |
| 17 | 2009-2012 | Германия (44,5)       | Испания (43,6)      | Италия (39,5)         | [ 65 ] |
| 18 | 2012-2016 | Германия (41,5)       | Словения (41)       | Испания (39)          | [ 66 ] |
| 19 | 2016-2021 | Болгария (27)         | Германия (26,5)     | Чехия — Польша (26,5) | [ 67 ] |
| 20 | 2016-2019 | Германия (39,5)       | Россия (39,5)       | Испания (39)          | [ 68 ] |
| 21 | 2020-2023 | Германия (38)         | Люксембург (37)     | США (37)              | [ 69 ] |

Женщины
| N° | Годы      | Золото        | Серебро           | Бронза              |        |
| -- | --------- | ------------- | ----------------- | ------------------- | ------ |
| 1  | 1974-1979 | СССР (22)     | ФРГ (19)          | Чехословакия (15,5) | [ 70 ] |
| 2  | 1980-1986 | СССР (26)     | Чехословакия (26) | Югославия (20)      | [ 71 ] |
| 3  | 1986-1992 | СССР (23)     | Чехословакия (21) | Венгрия (14,5)      | [ 72 ] |
| 4  | 1992-1997 | Чехия (24)    | Россия (21)       | Польша (18,5)       | [ 73 ] |
| 5  | 1997-2003 | Россия (25)   | Германия (22)     | Чехия (18)          | [ 74 ] |
| 6  | 2003-2006 | Литва (26,5)  | Германия (23,5)   | Италия (23)         | [ 75 ] |
| 7  | 2007-2009 | Словения (25) | Литва (23,5)      | Германия (23)       | [ 76 ] |
| 8  | 2008-2010 | Польша (27)   | Болгария (27)     | Италия (26)         | [ 77 ] |
| 9  | 2011-2014 | Россия (34)   | Литва (32,5)      | Германия (30)       | [ 78 ] |
| 10 | 2015-2018 | Германия (33) | Литва (30)        | Россия (28)         | [ 79 ] |

#### Обладатели Кубка мира в игре по переписке
1. Карл Медер (1973—1977)[80]
2. Гeннадий Нeсис (1977—1983)[81]
3. Николай Рабинович (1981—1986)[82]
4. Альбeрт Попов (1984—1989)[83]
5. (А) Алeксандр Фролов (1987—1994)[84] 
 (Б) Гeрт Тиммeрман (1987—1994)[85]
6. Олита Раусe (1994—1999)[86]
7. Алeксeй Лeпихов (1994—2001)[87]
8. Хорст Штаудлер (1998—2002)[88]
9. Эдгар Пранг (1998—2001)[89]
10. Фрэнк Шредер (2001—2005)[90]
11. Рейнхард Молл (2008—2011)[91]
12. (Э) Рейнхард Молл (2005—2007)[92] 
 (П)  Матиас Глейхманн (2009—2013)[93]
13. Рейнхард Молл (2009—2012)[94]
14. Рейнхард Молл (2009—2012)[95]
15. Клемен Сивич (2012—2015)[96]
16. Угге Ногга (2013—2016)[97]
17. Матиас Глейхманн (2014—2017)[98]
18. Рейнхард Молл — Стефан Ульбиг (2015—2019) [99]
19. Томас Херфурт (2014—2016)[100]
20. Сергей Кишкин (2017—2020)[101]
21. Матиас Глейхманн (2019—2021)[102]
22. Дмитрий Морозов — Матиас Глейхманн (2021—2023)[103]

#### Чемпионат Европы
| N° | Годы      | 1°              | 2°            | 3°                |         |
| -- | --------- | --------------- | ------------- | ----------------- | ------- |
| 1  | 1978-1982 | СССР (58)       | ГДР (54,5)    | Австрия (53,5)    | [ 104 ] |
| 2  | 1983-1988 | СССР (86,5)     | ФРГ (64,5)    | Нидерланды (63,5) | [ 105 ] |
| 3  | 1988-1994 | ФРГ (57,5)      | СССР (57)     | Нидерланды (54)   | [ 106 ] |
| 4  | 1994-1998 | Германия (92)   | Италия (82,5) | Швейцария (72)    | [ 107 ] |
| 5  | 1999-2004 | Германия (83)   | Литва (74)    | Чехия (68,5)      | [ 108 ] |
| 6  | 2004-2009 | Германия (93,5) | Литва (82)    | Чехия (80,5)      | [ 109 ] |
| 7  | 2008-2012 | Словакия (63)   | Италия (61,5) | Словения (61,5)   | [ 110 ] |
| 8  | 2012-2014 | Швеция (56)     | Италия (54)   | Россия (54)       | [ 111 ] |
| 9  | 2014-2017 | Россия (55)     | Словения (54) | Италия (52,5)     | [ 112 ] |
| 10 | 2017-2020 | Германия (51,5) | Словения (51) | Италия (51)       | [ 113 ] |

#### Обладатели Кубка Эврара — Деланнуа
| 1°  | Харьков   | 56,5 | Союз Советских Социалистических Республик    | А. Вайсман, А. Серебрийский, Ю. Калугин, Ю. Якинг, Е. Квятовская, М. Михайловсҝий. |
| 2°  | Тарту     | 51,5 | Союз Советских Социалистических Республик    |                                                                                    |
| 3°  | Франкфурт | 41,5 | Федеративная Республика Германии (1949—1990) |                                                                                    |
| 4°  | Рязань    | 38   | Союз Советских Социалистических Республик    |                                                                                    |
| 5°  | Линц      | 37   | Австрия                                      |                                                                                    |
| 6°  | Яссы      | 35,5 | Румыния                                      |                                                                                    |
| 7°  | Елгава    | 32,5 | Союз Советских Социалистических Республик    |                                                                                    |
| 8°  | Пльзень   | 32.5 | Чехословакия                                 |                                                                                    |
| 9°  | Саратов   | 32   | Союз Советских Социалистических Республик    |                                                                                    |
| 10° | Калуга    | 31   | Союз Советских Социалистических Республик    |                                                                                    |
| 11° | Пенза     | 30   | Союз Советских Социалистических Республик    |                                                                                    |
| 12° | Гамбург   | 28,5 | Федеративная Республика Германии (1949—1990) |                                                                                    |
| 13° | Николаев  | 21,5 | Союз Советских Социалистических Республик    |                                                                                    |

### Игра по телефону
С 1970-х гг. распространение получили состязания по телефону, состоялось несколько международных матчей. Наиболее массовые состязания по телефону также состоялись в СССР (1964) — матч на 100 досках между командами Москвы и Ленинграда. После окончания Второй мировой войны стали проводиться матчи по радио, самый знаменитый из которых был матч сборных команд СССР—США, 1945, закончившийся убедительной победой советских шахматистов (15,5:4,5). Бывали случаи, когда телефон заменял присутствие шахматиста на очном турнире. Например, в 1965 году Роберт Фишер заочно участвовал в международном турнире в Гаване, передавая свои ходы по телефону; из-за санкций, введённых США против Кубы, Фишеру запретили выезд в эту страну, и он, не желая отказываться от участия в турнире, играл по телефону.

### Игра по телеграфу
В 1844 состоялась партия по телеграфу между клубами Вашингтона и Балтимора. 40 лет спустя подобные встречи проводились между шахматистами европейских столиц (Лондон — Вена, 1884; Петербург — Лондон, 1886—1887; Петербург — Париж, 1894—1895). В 20 столетии соревнования по телеграфу особенно были популярны в СССР, где только в первенстве России участвовало свыше 20 команд (с 1948).

### Игра онлайн
С развитием Интернета (Всемирной сети) особой популярностью пользуются онлайн-шахматы, в которые игроки могут играть в удобное для себя время, либо с самостоятельно выбранными соперниками, либо с произвольным соперником, выбранным компьютером путем мэтчмейкинга. Онлайн-шахматы позволяют играть как с людьми, так и с компьютерными программами произвольной сложности, от уровня новичка до сверхчеловеческого уровня.

## Организации
Международной организацией заочных шахмат является Международная федерация шахматной игры по переписке (ИКЧФ).
В России за проведение турниров по заочным шахматам и разработку соответствующих правил отвечает Российская Ассоциация Заочных Шахмат (РАЗШ), созданная 24 апреля 1993 года. РАЗШ является единственной организацией, ведающей всеми видами заочных шахмат в Российской Федерации, что признается как Российской шахматной федерацией, так и ИКЧФ. Российская деятельность РАЗШ построена на региональном принципе. В РАЗШ входят апелляционная комиссия, занимающаяся рассмотрением апелляций на решения судей; квалификационная комиссия, в чью компетенцию входит подсчет рейтингов участников и установление квалификационных норм; турнирный комитет, ответственный за проведение турниров; судейская и ревизионная комиссии.
С 2020 года президентом РАЗШ является Владимир Викторович Перевёрткин.

## Цитаты
- «Игра по переписке и игра за доской взаимно дополняют друг друга» (Александр Алехин)
- «Я пью, курю, гуляю с женщинами, играю в азартные игры, но шахматы по переписке — грех, которого на мне нет» (Михаил Таль)